# Sons of Tucson
Sons of Tucson (2010) – amerykański serial komediowy stworzony przez Grega Bratmana i Tommy'ego Deweya.
Światowa premiera serialu miała miejsce 11 marca 2010 roku na antenie Fox. Ostatni odcinek serialu został wyemitowany 1 sierpnia 2010 roku. W Polsce serial nadawany na kanale Fox Polska.

## Obsada
- Tyler Labine jako Ron Snuffkin
- Frank Dolce jako Gary Gunderson
- Matthew Levy jako Brandon Gunderson
- Benjamin Stockham jako Robby Gunderson

### Pozostali
- Joe Lo Truglio jako Glenn
- Sarayu Rao jako Angela
- Natalie Martinez jako Maggie Morales
- Michael Horse jako Mike Proudfoot
- Edwin H. Bravo jako Joker

## Fabuła
Po tym jak ojciec 3 nastoletnich braci (Gary'ego, Brandon'a, Robby'ego Gundersonów) trafia do więzienia, postanawiają oni zatrudnić mężczyznę, który będzie go udawał. Pewnego dnia odpowiedniego kandydata spotykają w sklepie sportowym - Rona Snuffkina. Przed nim nie lada wyzwanie. Musi zrobić wszystko, aby ludzie uwierzyli, że jest prawdziwym ojcem chłopaków. W pewnym momencie zarówno nastolatkowie, jak i przybrany ojciec nie są siebie pewni, ponieważ żadne z nich nie chce oddać zbyt dużej władzy. 

## Spis odcinków
| Światowa premiera | Polska premiera | N/o | Tytuł angielski    |
| ----------------- | --------------- | --- | ------------------ |
|                   |                 |     |                    |
| SERIA PIERWSZA    |                 |     |                    |
|                   |                 |     |                    |
| 11.03.2010        | 09.05.2011      | 01  | Pilot              |
|                   |                 |     |                    |
| 18.03.2010        | 09.05.2011      | 02  | The Break-In       |
|                   |                 |     |                    |
| 25.03.2010        | 16.05.2011      | 03  | Golden Ticket      |
|                   |                 |     |                    |
| 01.04.2010        | 16.05.2011      | 04  | Family Album       |
|                   |                 |     |                    |
| 06.06.2010        | 23.05.2011      | 05  | The Chicken Pox    |
|                   |                 |     |                    |
| 13.06.2010        | 23.05.2011      | 06  | The Debate Trip    |
|                   |                 |     |                    |
| 20.06.2010        | 30.05.2011      | 07  | Father's Day       |
|                   |                 |     |                    |
| 27.06.2010        | 30.05.2011      | 08  | Gina               |
|                   |                 |     |                    |
| 04.07.2010        | 06.06.2011      | 09  | Dog Days of Tucson |
|                   |                 |     |                    |
| 11.07.2010        | 06.06.2011      | 10  | Kisses and Beads   |
|                   |                 |     |                    |
| 18.07.2010        | 13.06.2011      | 11  | Glenn's Birthday   |
|                   |                 |     |                    |
| 25.07.2010        | 13.06.2011      | 12  | Sally Teel         |
|                   |                 |     |                    |
| 01.08.2010        | 20.06.2011      | 13  | Ron Quits          |
|                   |                 |     |                    |